# Negeta nubilicosta
Negeta nubilicosta är en fjärilsart som beskrevs av Holland 1894. Negeta nubilicosta ingår i släktet Negeta och familjen trågspinnare. Inga underarter finns listade i Catalogue of Life.